# Catherine de Zegher
Catherine de Zegher, née le 14 avril 1955 à Groningue, est une conservatrice de musée belge et une historienne de l'art moderne et contemporain.
Durant sa carrière, Catherine de Zegher dirige plusieurs grandes institutions culturelles comme le Kunststichting Kanaal à Courtrai, le Drawing Center à New York, le département des expositions et publications de la Art Gallery of Ontario, Toronto, et le Musée des Beaux-Arts de Gand. En 2017, elle est suspendue de ce poste à la suite d'une controverse au sujet de la collection Toporovski (en) et prend sa retraite en 2020
A la Biennale de Venise, Catherine de Zegher est commissaire du pavillon belge en 1997 et du pavillon australien en 2013. Elle est curatrice de la Biennale de Moscou (en) en 2013) et co-directrice artistique avec Gerald McMaster (en) de la Biennale de Sydney en 2012.
Elle organise plus de quatre-vingts expositions qui défient les modèles traditionnels de l'art et de l'histoire de l'art et promeuvent souvent le principe féminin.
Catherine de Zegher obtient les prix du meilleur spectacle 2010-2011 de l'AICA (Award of International Critics) et, en 2017, le prix OSCARla pour son travail de promotion des femmes dans le monde artistique. Depuis 2014, elle est membre de l'Académie Royale Flamande de Belgique pour les Sciences et les Arts.

## Biographie
Marie-Catherine Alma Gladys de Zegher est née aux Pays-Bas, à Groningue le 14 avril 1955. Alors qu'elle a trois ans, sa famille s'installe à Courtrai en Belgique, où elle fréquente le lycée Onze-Lieve-Vrouw Van Vlaanderen. Elle fait ensuite des études d'histoire de l'art et d'archéologie à l'Université de Gand puis se consacre à la recherche en archéologie dans diverses universités belges,.
Elle travaille ensuite pour la province de Flandre-occidentale, au service du patrimoine de Bruges. De 1986 à 2004, elle est membre de la Commission royale des Monuments et des Sites parallèlement à ses autres activités.

### Promotion des femmes artistes
Dès le début de son activité liée à l'art contemporain, elle déplore le manque de visibilité des femmes artistes. Les critiques et directeurs de musées prétendent qu'« elles ne répondent pas aux critères ». « Apparemment, l'art devait être négatif pour être radical et briser les barrières. ». Elle décide alors de contribuer dans sa mesure à changer la situation. Aux États-Unis, elle découvre des artistes comme Louise Bourgeois, Nancy Spero et Cecilia Vicuña qui sont alors peu exposées.

#### Exposition Inside the Visible
Elle organise alors l'exposition Inside the Visible. An Elliptical Traverse of 20th-Century Art in, of, and from the Feminine (1996-1997) qui réunit près de quarante artistes féminines d'Europe, d'Asie et d'Amérique du Nord et du Sud. L'exposition est présentée à l'ICA Institute of Contemporary Art à Boston et voyage ensuite au National Museum of Women in the Arts, Washington, DC, Whitechapel Gallery, Londres; Galerie d'art de l'Australie occidentale, Perth.
Durant toute sa carrière, Catherine de Zegher s'efforcera de mettre en valeur le travail de femmes artistes. Pour cela, l'association Vrouw & Maatschappij lui remet un OSCARIa le 8 mars 2017,.
Elle consacre également aux femmes artistes les publications Women Artists at the Millennium, écrit avec Carol Armstrong (2006) et Women's Work is never done : an anthology (2014).

### Kanaal Art Foundation, Courtrai (1988–1998)
Catherine de Zegher fait ses débuts comme commissaire d'exposition en 1988, lorsqu'elle cofonde avec Stefaan De Clerck, la Kanaal Art Foundation (en) à Courtrai,,. Elle dirige cette institution jusqu'en 1998 en mettant l'accent sur les artistes internationaux émergents, le multiculturalisme et les femmes artistes comme en témoigne l'exposition Inside the Visible: an elliptical traverse of 20th-century art,.
D'abord située dans une ancienne usine textile, la fondation organise, à partir de 1988, des expositions à travers la ville. Les premières expositions sont celles de l'artiste belge Lili Dujourie (1988-1989) et des artistes brésiliens Cildo Meireles et Tunga (1989). Les expositions suivantes sont consacrées à Patrick Corillon (1989), Tadashi Kawamata (1990), Guy Rombouts et Monica Droste (1990), Robin Winters (1990), James Casebere et Tony Oursler (1991–92), Waltercio Caldas (1991), David Lamelas (1992), Antoni Muntadas (1992), Ilya Kabakov et Ulo Sooster (1992), Everlyn Nicodemus (1992), Gabriel Orozco (1993), Nancy Spero et Bracha L. Ettinger (1994), et Andrea Robbins et Max Bécher (1995).

### Drawing Center, New York (1999–06)
De 1999 à 2006, Catherine de Zegher est directrice et conservatrice en chef et éditeur au Drawing Center de New York,,. Sous sa direction pendant sept ans, le centre présente plus de soixante événements, élargit son programme d'archives et de conférences et crée un programme de visionnement qui invite les artistes à des projets et des performances d'art public basés sur le dessin. De 2003 à 2005, elle mène des négociations pour déplacer le Drawing Center, de SoHo, à Ground Zero,dans le cadre du projet International Freedom Center. Le projet fait partie du mémorial des victimes, et d'un musée sur les combats pour la liberté à travers l'histoire, prévus au lendemain des attentats et de la destruction du World Trade Center. Catherine de Zegher démissionne en mars 2006, en raison de conflits liés à ce déménagement.

### Musée des beaux-arts de l'Ontario, Toronto (2007-2009)
Catherine de Zegher est directrice des expositions et des publications au Musée des beaux-arts de l'Ontario, à Toronto de 2007 à 2009. Elle est chargée de superviser la (ré)installation de la collection européenne, après la rénovation du bâtiment du musée par Frank Gehry.

### Musée des Beaux-Arts, Gand (2013–18)
De 2013 à 2018, Catherine de Zegher est directrice du Musée des Beaux-Arts de Gand (MSK),. Elle est chargée de la transformation du musée. Les expositions et la programmation qu'elle développe pour le musée privilégient la juxtaposition de l'art historique et contemporain. Dans l'exposition Gericault : Fragments of Compassion (2014), elle confronte le travail du duo d'artistes philippin et australien, Isabel et Alfredo Aquilizan, au Radeau de la Méduse et l'associe avec la migration et les réfugiés,. Elle déclare que son programme « vise à briser les séparations dans la société, des femmes isolées et négligées, des communautés marginalisées et la séparation entre l'art historique et contemporain » .En plus des nombreuses expositions dont elle est curatrice au MSK, elle est commissaire d'une série de projets; de 2015 à 2017, dans le cadre du programme Creative Europe de la Commission européenne, Manufactories of Caring Space-time, en collaboration avec le 49 Nord 6 Est - FRAC Lorraine et Fundació Antoni Tàpies.
Sous sa direction, le musée (ré)installe sa collection qui s'est ouverte au public avec l'exposition From Bosch to Tuymans, A Vivid Narrative (2017).

#### Controverse sur la collection Toporovski
En 2018, une dizaine d'experts contestent l'authenticité de 24 œuvres de l'avant-garde russe appartenant à l'homme d'affaires russe et collectionneur d'art Igor Toporovski (en) et à son épouse Olga et prêtées au Museum voor Schone Kunsten (MSK) pour l'exposition From Bosch to Tuymans: A Vital Story. Catherine de Zeger est suspendue,,.
Le 22 février 2019, Catherine de Zegher est suspendue indéfiniment de son poste de directrice, sur la base des conclusions d'un audit ordonné en 2018. Elle reste employée du ministère de la Culture,.

### Après 2019
Elle prend sa retraite en 2020, ce qui met fin à la procédure disciplinaire.

## Projets curatoriaux
- America, Bride of the Sun (1990-1992) Musée royal des Beaux-Arts d'Anvers[27].
- Freeing the Line (1996-1997), ICA Institute of Contemporary Art à Boston puis itinérante au National Museum of Women in the Arts, Washington, DC, Whitechapel Gallery, Londres; Galerie d'art de l'Australie occidentale, Perth[28].
- Alma Matrix: Shared Traces/Trazos (2010), Fondation Antoni Tàpies, Barcelone [29].
- On Line: Drawing Through the Twentieth Century (2010–11), Museum of Modern Art, New York[30],[14].

## Projets biennaux
- 1997 : Biennale de Venise, commissaire de l'exposition de Thierry de Cordier au Pavillon belge[31].
- 2012 : Biennale de Sydney, All our relations, codirectrice artistique avec Gerald McMaster [32],[33],[12],[11].
- 2013 : Biennale de Venise, Pavillon Australien, curatrice de l'exposition de Simryn Gill, Here art grows on trees[11].
- 2013 : Biennale de Moscou, More Light/Bolshe Sveta, curatrice[11],[34].

## Publications (sélection)
- (en) (Ed.), Inside the Visible. An Elliptical Traverse of 20th Century Art in, of, and From the Feminine, MIT Press, 1996  (ISBN 9780262540810)
- (en) Martha Rosler: Positions in the Life World, The MIT Press, 1999  (ISBN 978-0262041744)
- (en) Between Street And Mirror: The Drawings of James Ensor, Univ Of Minnesota Press, 2002  (ISBN 978-0816640126)
- (en) (éd.) Eva Hesse Drawing, Yale University Press, 2006  (ISBN 978-0300116182)
- (en) avec Carol Armstrong, Women Artists at the Millennium, MIT Press, 2006
- (en) Julie Mehretu: The Drawings, Rizzoli, 2007  (ISBN 978-0847829804)
- (en) avec Cornelia H. Butler, On Line: Drawing Through the Twentieth Century, Museum of Modern Art, 2010
- (en) avec Griselda Pollock, Bracha L Ettinger Art as Compassion, EXHIBITIONS INT'L, 2011  (ISBN 978-9461170088)
- (en) More Light: The Fifth Moscow Biennale of Contemporary Art, MER. Paper Kunsthalle, 2013  (ISBN 978-9491775307)
- (en) A Women's work is never done: an anthology, Gand, AsaMER, 2014  (ISBN 9789490693473)
- (en) avec Ranjani Shettar, Deepak Talwar, Ranjani Shettar: Between the sky and earth, Talwar Gallery, 2018  (ISBN 978-8193666302)
- (en) (collectif) On Curating Issue 52: Instituting Feminism, 2021  (ISBN 979-8774294657)

## Distinctions
- 2011 : Prix du meilleur événement de musée thématique de l'AICA (Award of International Critics) pour On Line: Drawing Through the Twentieth Century[35]
- 2014 : membre de l'Académie Royale Flamande de Belgique pour les Sciences et les Arts [36]
- 2017 : 
  - hommage à l'occasion du Jour de la cravate, pour son mérite dans le secteur culturel et ses résultats[5]
  - prix OSCARla de Vrouw & Maatschappij pour son action de promotion des femmes dans le monde artistique[8]